# Distritos da Albânia
A Albânia está dividida em 36 distritos (albanês: rrethe, singular rrethi), às vezes traduzidos como subprefeituras. Os distritos estão agrupados em 12 prefeituras. Apesar de terem sido dissolvidos em 2000, os distritos continuam mantendo papel administrativo. Os distritos são:
| 1. Berati 2. Bulqizë 3. Delvinë 4. Devoll 5. Dibër 6. Durrës 7. Elbasani 8. Fier 9. Gjirokastër 10. Gramsh 11. Has 12. Kavajë 13. Kolonjë 14. Korçë 15. Krujë 16. Kuçovë 17. Kukës 18. Kurbin | 1. Lezhë 2. Librazhd 3. Lushnjë 4. Malësi e Madhe 5. Mallakastër 6. Mat 7. Mirditë 8. Pequini 9. Përmet 10. Pogradec 11. Pukë 12. Sarandë 13. Escodra 14. Skrapar 15. Tepelenë 16. Tirana 17. Tropojë 18. Vlorë |  |

Os distritos da Albânia, estão, por sua vez divididos em 309 comunas (albanês: komuna) e 65 municipalidades (albanês: Bashkia). A municicipalidade de Tirana, onde se localiza a capital, tem um estatuto especial.